# ريك تشيس
ريك تشيس (بالإنجليزية: Rick Chase)‏ هو دي جيه أمريكي، ولد في 12 يونيو 1957 في ساليناس في الولايات المتحدة، وتوفي في 12 ديسمبر 2002 في ستوكتون في الولايات المتحدة.